# منتخب اليونان لكرة الماء للسيدات

منتخب اليونان لكرة الماء للسيدات هو ممثل اليونان في رياضة كرة الماء للسيدات ويعتبر واحد من أقوى المنتخبات بعد حصولهم على بطولة العالم في 2011 والميدالية الفضية في أولمبياد 2004 و3 ميداليات فضية في بطولة أوروبا أعوام (2010،2012،2018).